# مايك راي (لاعب كرة قدم أمريكية)
مايك راي (بالإنجليزية: Mike Rae)‏ هو لاعب كرة قدم أمريكية أمريكي، ولد في 26 يوليو 1951 في لونغ بيتش في الولايات المتحدة.

## وصلات خارجية
- مايك راي على موقع مرجع كرة القدم المحترفة.كوم (الإنجليزية)
- مايك راي على موقع كلية كرة القدم في سبورتس رفرنس.كوم (الإنجليزية)